# Ziemiozorek różnokształtny

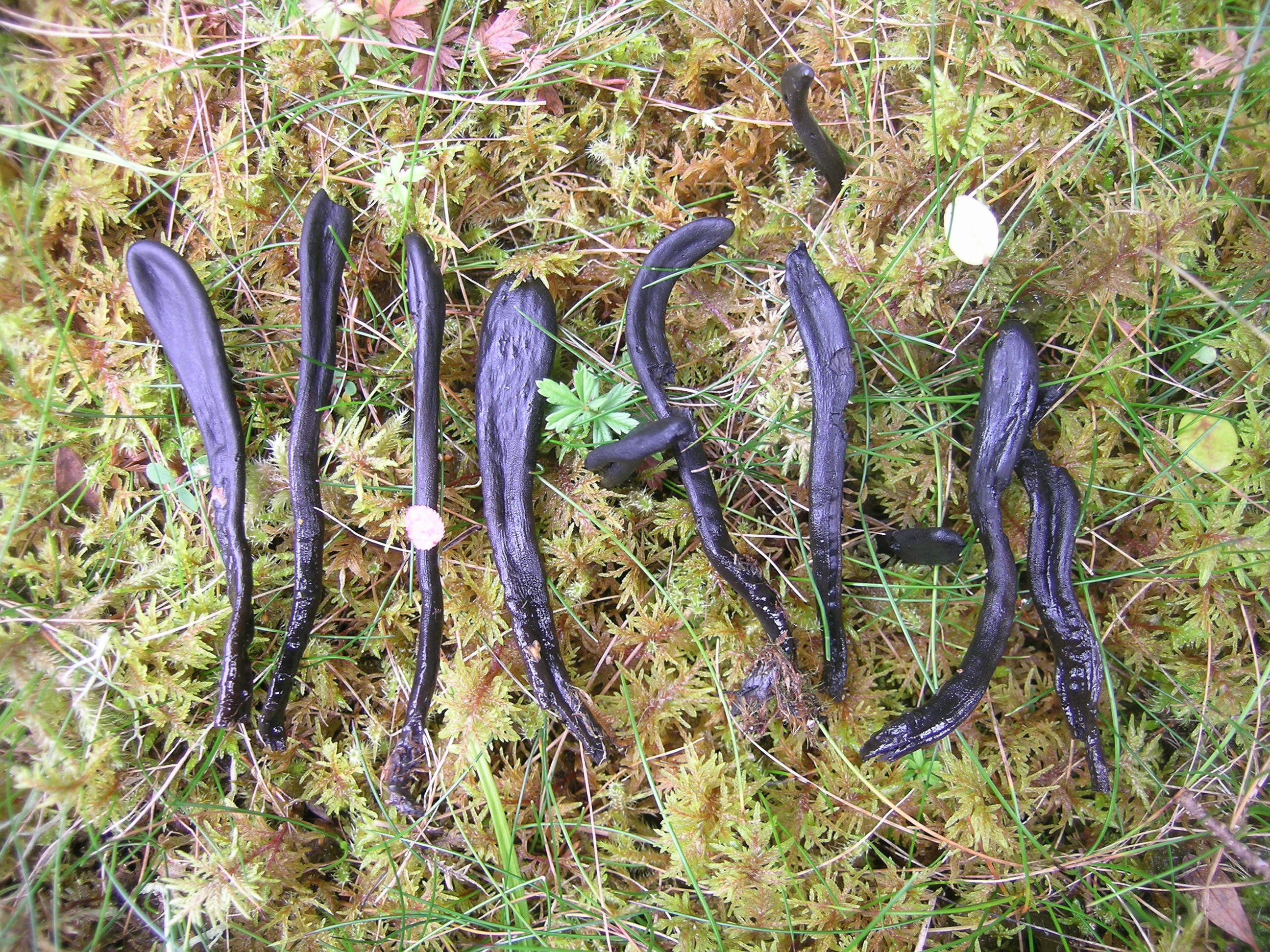

Ziemiozorek różnokształtny, łęgot różnokształtny (Geoglossum difforme Nannf. ex Minter & P.F. Cannon) – gatunek grzybów z monotypowej rodziny Geoglossaceae.

## Systematyka i nazewnictwo
Pozycja w klasyfikacji według Index Fungorum: Geoglossum, Geoglossaceae, Geoglossales, Incertae sedis, Geoglossomycetes, Pezizomycotina, Ascomycota, Fungi.
Po raz pierwszy opisał go w 1815 r. Elias Fries i podana przez niego diagnoza taksonomiczna i nazwa naukowa są aktualne. Synonimy:
- Geoglossum difforme var. variabile Mains 1954
- Geoglossum glabrum f. difforme (Fr.) Massee 1897
- Geoglossum viscosum var. difforme (Fr.) Quél. 1886
- Gloeoglossum difforme (Fr.) E.J. Durand 1908[2].

W pracy M.A. Chmiel z 2006 r. gatunek ten ma polską nazwę łęgot różnokształtny. Jest niespójna z aktualną nazwą naukową. W 2021 r. Komisja ds. Polskiego Nazewnictwa Grzybów zarekomendowała nową nazwę ziemiozorek różnokształtny.

## Morfologia
Owocnik
Maczugowaty o wysokości 4–8 cm, z wyraźnie zaznaczoną główką, wyraźnie oddzieloną od łodygi. Główka ma szerokość 4–10 mm, często jest spłaszczone i podłużnie rowkowana, czarna, naga lub niemal naga; suchy. Trzon o szerokości 3–5 mm, czasami nieco spłaszczony, nagi, czarny, w stanie świeżym lepki. Grzybnia przy jego podstawie ciemnoszara. Miąższ cienki, czarny lub białawy w środku.
Cechy mikroskopowe
Zarodniki 90–120 × 5–7 µm, wrzecionowate ze spiczastymi wierzchołkami, gładkie, 15-przegrodowe, pod działaniem KOH brązowe, z ciemniejszymi przegrodami. Worki 8-zarodnikowe, 175–200 × 15–20 µm; wrzecionowate. Parafizy o szerokości 2–4 µm, nitkowate, przewyższające worki, a następnie zwijające się i skręcające w loki i warkocze. Na trzonie wstawki znajdują się w żelowanej warstwie o szerokości 1–3 µm, są gładkie z brązowymi ścianami.
Gatunki podobne
Pewna identyfikacja gatunków ziemiozorków wymaga badań mikroskopowych. Lepki trzon co prawda jest pomocny przy identyfikacji ziemiozorka różnokształtnego, ale cecha ta nie zawsze wystarcza do identyfikacji, gdyż są jeszcze inne gatunki z lepkim trzonem i cecha ta nie zawsze ujawnia się. Dla ziemiozorka różnokształtnego bardzo charakterystyczne są zarodniki o liczbie przegród dochodzącej do 15, a także parafizy.

## Występowanie i siedlisko
Znane jest występowanie ziemiozorka różnokształtnego w Ameryce Północnej, Europie oraz na wyspach japońskich, Borneo i na Nowej Zelandii. M.A. Chmiel w 2006 r. przytacza tylko 2 stanowiska w Polsce, i to historyczne, podane w 1908 r. przez J. Schrötera i w 1933 r. przez F. Teodorowicza. W późniejszych latach brak potwierdzeń stanowisk tego gatunku.
Grzyb naziemny, saprotroficzny. Owocniki gromadnie lub pojedynczo w lasach liściastych i iglastych, na ziemi, ale czasami na omszałych pniach drzew. Pojawiają się od lata do jesieni.